# Szentantalfa
Szentantalfa [sentantalfa] je obec v Maďarsku v župě Veszprém, spadající pod okres Balatonfüred. Nachází se asi 29 km jihozápadně od Veszprému. V roce 2015 zde žilo 432 obyvatel. Dle údajů z roku 2011 tvoří 88,5 % obyvatelstva Maďaři, 8,1 % Němci, 1,2 % Rumuni a 0,2 % Slováci, přičemž 11,5 % obyvatel se ke své národnosti nevyjádřilo.
Název znamená strom svatého Antonína.

## Sousední obce
| Růžice kompasu |          | Balatoncsicsó | Szentjakabfa  | Růžice kompasu |
| Růžice kompasu | Monoszló | Sever         | Balatoncsicsó | Růžice kompasu |
| Růžice kompasu | Monoszló | Szentantalfa  | Balatoncsicsó | Růžice kompasu |
| Růžice kompasu | Monoszló | Jih           | Balatoncsicsó | Růžice kompasu |
| Růžice kompasu |          | Tagyon        | Balatonakali  | Růžice kompasu |